# Cantonul Lacaune
Cantonul Lacaune este un canton din arondismentul Castres, departamentul Tarn, regiunea Midi-Pyrénées, Franța.

## Comune
- Berlats
- Escroux
- Espérausses
- Gijounet
- Lacaune (reședință)
- Senaux
- Viane